# U-20-Handball-Weltmeisterschaft der Frauen 2016
Die 20. U-20-Handball-Weltmeisterschaft der Frauen wurde vom 2. bis 15. Juli 2016 in Moskau, Russland ausgetragen. Veranstalter war die Internationale Handballföderation (IHF). Weltmeister wurde Dänemark nach einem 32:28-Sieg im Finale gegen Russland.

## Vorrunde

### Gruppe A
| Pl. | Land       | Sp. | S | U | N | Tore      | Diff. | Punkte |
| --- | ---------- | --- | - | - | - | --------- | ----- | ------ |
| 1.  | Dänemark   | 5   | 5 | 0 | 0 | 0151:1040 | +47   | 10     |
| 2.  | Norwegen   | 5   | 4 | 0 | 1 | 0181:1160 | +65   | 8      |
| 3.  | Ungarn     | 5   | 3 | 0 | 2 | 0141:1250 | +16   | 6      |
| 4.  | Angola     | 5   | 1 | 1 | 3 | 0133:1350 | −2    | 3      |
| 5.  | Montenegro | 5   | 1 | 1 | 3 | 0111:1260 | −15   | 3      |
| 6.  | Usbekistan | 5   | 0 | 0 | 5 | 092:2030  | −111  | 0      |

| 3. Juli 2016 10:00 Uhr | Dänemark                  | 28:24        | Angola                   | ZSKA-Universal-Sporthalle, Moskau Zuschauer: 100 Schiedsrichter: Kiselev, Kiyashko |
| 3. Juli 2016 10:00 Uhr | meiste Tore: M. Nielsen 7 | (12:15)      | meiste Tore: 3 Spieler 5 | ZSKA-Universal-Sporthalle, Moskau Zuschauer: 100 Schiedsrichter: Kiselev, Kiyashko |
| 3. Juli 2016 10:00 Uhr | Strafen: 3× 2×            | Spielbericht | Strafen: 3× 2×           | ZSKA-Universal-Sporthalle, Moskau Zuschauer: 100 Schiedsrichter: Kiselev, Kiyashko |

| 3. Juli 2016 12:00 Uhr | Ungarn                  | 41:19        | Usbekistan                 | ZSKA-Universal-Sporthalle, Moskau Zuschauer: 100 Schiedsrichter: Kurtagic, Wetterwik |
| 3. Juli 2016 12:00 Uhr | meiste Tore: Ferenczy 8 | (27:9)       | meiste Tore: Najmedinova 5 | ZSKA-Universal-Sporthalle, Moskau Zuschauer: 100 Schiedsrichter: Kurtagic, Wetterwik |
| 3. Juli 2016 12:00 Uhr | Strafen: 3× 4×          | Spielbericht | Strafen: 3× 5×             | ZSKA-Universal-Sporthalle, Moskau Zuschauer: 100 Schiedsrichter: Kurtagic, Wetterwik |

| 3. Juli 2016 14:00 Uhr | Montenegro               | 23:35        | Norwegen                       | ZSKA-Universal-Sporthalle, Moskau Zuschauer: 120 Schiedsrichter: Javier Álvarez Mata, Yon Bustamante López |
| 3. Juli 2016 14:00 Uhr | meiste Tore: Jovićević 6 | (9:19)       | meiste Tore: Bergset, Hernes 5 | ZSKA-Universal-Sporthalle, Moskau Zuschauer: 120 Schiedsrichter: Javier Álvarez Mata, Yon Bustamante López |
| 3. Juli 2016 14:00 Uhr | Strafen: 2× 3×           | Spielbericht | Strafen: 2× 3×                 | ZSKA-Universal-Sporthalle, Moskau Zuschauer: 120 Schiedsrichter: Javier Álvarez Mata, Yon Bustamante López |

| 5. Juli 2016 16:00 Uhr | Angola               | 22:33        | Ungarn                     | ZSKA-Universal-Sporthalle, Moskau Zuschauer: 100 Schiedsrichter: Alves, Magalhaes |
| 5. Juli 2016 16:00 Uhr | meiste Tore: Costa 6 | (12:15)      | meiste Tore: Szabó, Tóth 7 | ZSKA-Universal-Sporthalle, Moskau Zuschauer: 100 Schiedsrichter: Alves, Magalhaes |
| 5. Juli 2016 16:00 Uhr | Strafen: 3× 9×       | Spielbericht | Strafen: 3× 4×             | ZSKA-Universal-Sporthalle, Moskau Zuschauer: 100 Schiedsrichter: Alves, Magalhaes |

| 5. Juli 2016 18:00 Uhr | Norwegen              | 28:30        | Dänemark                  | ZSKA-Universal-Sporthalle, Moskau Zuschauer: 200 Schiedsrichter: Gasmi, Gasmi |
| 5. Juli 2016 18:00 Uhr | meiste Tore: Fauske 6 | (15:15)      | meiste Tore: M. Nielsen 8 | ZSKA-Universal-Sporthalle, Moskau Zuschauer: 200 Schiedsrichter: Gasmi, Gasmi |
| 5. Juli 2016 18:00 Uhr | Strafen: 3× 5×        | Spielbericht | Strafen: 3× 1×            | ZSKA-Universal-Sporthalle, Moskau Zuschauer: 200 Schiedsrichter: Gasmi, Gasmi |

| 5. Juli 2016 20:00 Uhr | Usbekistan                 | 19:25        | Montenegro                          | ZSKA-Universal-Sporthalle, Moskau Zuschauer: 100 Schiedsrichter: Gonzales, Prieto |
| 5. Juli 2016 20:00 Uhr | meiste Tore: Najmedinova 6 | (9:15)       | meiste Tore: Novaković, Pavićević 6 | ZSKA-Universal-Sporthalle, Moskau Zuschauer: 100 Schiedsrichter: Gonzales, Prieto |
| 5. Juli 2016 20:00 Uhr | Strafen: 3× 2×             | Spielbericht | Strafen: 3× 7×                      | ZSKA-Universal-Sporthalle, Moskau Zuschauer: 100 Schiedsrichter: Gonzales, Prieto |

| 6. Juli 2016 16:00 Uhr | Dänemark               | 41:15        | Usbekistan                 | ZSKA-Universal-Sporthalle, Moskau Zuschauer: 110 Schiedsrichter: Brunner, Salah |
| 6. Juli 2016 16:00 Uhr | meiste Tore: Hansen 10 | (18:7)       | meiste Tore: Najmedinova 4 | ZSKA-Universal-Sporthalle, Moskau Zuschauer: 110 Schiedsrichter: Brunner, Salah |
| 6. Juli 2016 16:00 Uhr | Strafen: 3×            | Spielbericht | Strafen: 2× 1×             | ZSKA-Universal-Sporthalle, Moskau Zuschauer: 110 Schiedsrichter: Brunner, Salah |

| 6. Juli 2016 18:00 Uhr | Ungarn             | 26:21        | Montenegro               | ZSKA-Universal-Sporthalle, Moskau Zuschauer: 200 Schiedsrichter: Covalciuc, Covalciuc |
| 6. Juli 2016 18:00 Uhr | meiste Tore: Élő 5 | (17:11)      | meiste Tore: Novaković 5 | ZSKA-Universal-Sporthalle, Moskau Zuschauer: 200 Schiedsrichter: Covalciuc, Covalciuc |
| 6. Juli 2016 18:00 Uhr | Strafen: 3× 1×     | Spielbericht | Strafen: 3× 5×           | ZSKA-Universal-Sporthalle, Moskau Zuschauer: 200 Schiedsrichter: Covalciuc, Covalciuc |

| 6. Juli 2016 20:00 Uhr | Angola                  | 23:29        | Norwegen              | ZSKA-Universal-Sporthalle, Moskau Zuschauer: 150 Schiedsrichter: Opava, Válek |
| 6. Juli 2016 20:00 Uhr | meiste Tore: Nenganga 7 | (10:16)      | meiste Tore: Fauske 5 | ZSKA-Universal-Sporthalle, Moskau Zuschauer: 150 Schiedsrichter: Opava, Válek |
| 6. Juli 2016 20:00 Uhr | Strafen: 3× 2×          | Spielbericht | Strafen: 4× 5×        | ZSKA-Universal-Sporthalle, Moskau Zuschauer: 150 Schiedsrichter: Opava, Válek |

| 8. Juli 2016 16:00 Uhr | Ungarn                           | 24:35        | Norwegen             | ZSKA-Universal-Sporthalle, Moskau Zuschauer: 100 Schiedsrichter: Jedermann, Posch |
| 8. Juli 2016 16:00 Uhr | meiste Tore: Ferenczi, Mistina 5 | (10:20)      | meiste Tore: Solås 8 | ZSKA-Universal-Sporthalle, Moskau Zuschauer: 100 Schiedsrichter: Jedermann, Posch |
| 8. Juli 2016 16:00 Uhr | Strafen: 2×                      | Spielbericht | Strafen: 4× 6×       | ZSKA-Universal-Sporthalle, Moskau Zuschauer: 100 Schiedsrichter: Jedermann, Posch |

| 8. Juli 2016 18:00 Uhr | Montenegro               | 20:24        | Dänemark                  | ZSKA-Universal-Sporthalle, Moskau Zuschauer: 100 Schiedsrichter: Erdoğan, Özdeniz |
| 8. Juli 2016 18:00 Uhr | meiste Tore: Jovićević 7 | (12:17)      | meiste Tore: Lykkegaard 6 | ZSKA-Universal-Sporthalle, Moskau Zuschauer: 100 Schiedsrichter: Erdoğan, Özdeniz |
| 8. Juli 2016 18:00 Uhr | Strafen: 3× 5×           | Spielbericht | Strafen: 3× 5×            | ZSKA-Universal-Sporthalle, Moskau Zuschauer: 100 Schiedsrichter: Erdoğan, Özdeniz |

| 8. Juli 2016 20:00 Uhr | Usbekistan                 | 23:42        | Angola                  | ZSKA-Universal-Sporthalle, Moskau Zuschauer: 100 Schiedsrichter: Al-Watani, Qamber |
| 8. Juli 2016 20:00 Uhr | meiste Tore: Najmedinova 7 | (9:22)       | meiste Tore: Nenganga 9 | ZSKA-Universal-Sporthalle, Moskau Zuschauer: 100 Schiedsrichter: Al-Watani, Qamber |
| 8. Juli 2016 20:00 Uhr | Strafen: 3× 8×             | Spielbericht | Strafen: 3× 4×          | ZSKA-Universal-Sporthalle, Moskau Zuschauer: 100 Schiedsrichter: Al-Watani, Qamber |

| 9. Juli 2016 16:00 Uhr | Norwegen              | 54:16        | Usbekistan                 | ZSKA-Universal-Sporthalle, Moskau Zuschauer: 100 Schiedsrichter: Konjičanin, Konjičanin |
| 9. Juli 2016 16:00 Uhr | meiste Tore: Hernes 9 | (28:6)       | meiste Tore: Najmedinova 7 | ZSKA-Universal-Sporthalle, Moskau Zuschauer: 100 Schiedsrichter: Konjičanin, Konjičanin |
| 9. Juli 2016 16:00 Uhr | Strafen: 3× 5×        | Spielbericht | Strafen: 3× 5×             | ZSKA-Universal-Sporthalle, Moskau Zuschauer: 100 Schiedsrichter: Konjičanin, Konjičanin |

| 9. Juli 2016 18:00 Uhr | Montenegro             | 22:22        | Angola                  | ZSKA-Universal-Sporthalle, Moskau Zuschauer: 100 Schiedsrichter: Kurtagic, Wetterwik |
| 9. Juli 2016 18:00 Uhr | meiste Tore: Bošnjak 6 | (11:15)      | meiste Tore: Nenganga 9 | ZSKA-Universal-Sporthalle, Moskau Zuschauer: 100 Schiedsrichter: Kurtagic, Wetterwik |
| 9. Juli 2016 18:00 Uhr | Strafen: 3× 6×         | Spielbericht | Strafen: 1× 2×          | ZSKA-Universal-Sporthalle, Moskau Zuschauer: 100 Schiedsrichter: Kurtagic, Wetterwik |

| 9. Juli 2016 20:00 Uhr | Dänemark                  | 28:17        | Ungarn                      | ZSKA-Universal-Sporthalle, Moskau Zuschauer: 100 Schiedsrichter: Javier Álvarez Mata, Yon Bustamante López |
| 9. Juli 2016 20:00 Uhr | meiste Tore: M. Nielsen 6 | (12:8)       | meiste Tore: Bouti, Szabó 3 | ZSKA-Universal-Sporthalle, Moskau Zuschauer: 100 Schiedsrichter: Javier Álvarez Mata, Yon Bustamante López |
| 9. Juli 2016 20:00 Uhr | Strafen: 3× 1×            | Spielbericht | Strafen: 1× 7× 2×           | ZSKA-Universal-Sporthalle, Moskau Zuschauer: 100 Schiedsrichter: Javier Álvarez Mata, Yon Bustamante López |

### Gruppe B
| Pl. | Land       | Sp. | S | U | N | Tore      | Diff. | Punkte |
| --- | ---------- | --- | - | - | - | --------- | ----- | ------ |
| 1.  | Südkorea   | 5   | 5 | 0 | 0 | 0162:1320 | +30   | 10     |
| 2.  | Kroatien   | 5   | 4 | 0 | 1 | 0130:1150 | +15   | 8      |
| 3.  | Brasilien  | 5   | 2 | 1 | 2 | 0161:1470 | +14   | 5      |
| 4.  | Frankreich | 5   | 2 | 1 | 2 | 0137:1230 | +14   | 5      |
| 5.  | Österreich | 5   | 1 | 0 | 4 | 0128:1410 | −13   | 2      |
| 6.  | Tunesien   | 5   | 0 | 0 | 5 | 0110:1700 | −60   | 0      |

| 3. Juli 2016 10:00 Uhr | Südkorea                   | 35:34        | Brasilien                | Krylatskoye Sports Palace, Moskau Zuschauer: 100 Schiedsrichter: Konjičanin, Konjičanin |
| 3. Juli 2016 10:00 Uhr | meiste Tore: Song Ji-e. 13 | (15:16)      | meiste Tore: Fernandes 9 | Krylatskoye Sports Palace, Moskau Zuschauer: 100 Schiedsrichter: Konjičanin, Konjičanin |
| 3. Juli 2016 10:00 Uhr | Strafen: 2× 3×             | Spielbericht | Strafen: 3×              | Krylatskoye Sports Palace, Moskau Zuschauer: 100 Schiedsrichter: Konjičanin, Konjičanin |

| 3. Juli 2016 12:00 Uhr | Kroatien                   | 24:23        | Österreich             | Krylatskoye Sports Palace, Moskau Zuschauer: 100 Schiedsrichter: Al-Watani, Qamber |
| 3. Juli 2016 12:00 Uhr | meiste Tore: P. Posavec 10 | (12:14)      | meiste Tore: Kovacs 10 | Krylatskoye Sports Palace, Moskau Zuschauer: 100 Schiedsrichter: Al-Watani, Qamber |
| 3. Juli 2016 12:00 Uhr | Strafen: 3× 5×             | Spielbericht | Strafen: 3× 1×         | Krylatskoye Sports Palace, Moskau Zuschauer: 100 Schiedsrichter: Al-Watani, Qamber |

| 3. Juli 2016 14:00 Uhr | Frankreich                        | 34:22        | Tunesien              | Krylatskoye Sports Palace, Moskau Zuschauer: 200 Schiedsrichter: Opava, Válek |
| 3. Juli 2016 14:00 Uhr | meiste Tore: Kieffer, Plazanet 5. | (16:10)      | meiste Tore: Jouini 7 | Krylatskoye Sports Palace, Moskau Zuschauer: 200 Schiedsrichter: Opava, Válek |
| 3. Juli 2016 14:00 Uhr | Strafen: 4× 3×                    | Spielbericht | Strafen: 3× 4×        | Krylatskoye Sports Palace, Moskau Zuschauer: 200 Schiedsrichter: Opava, Válek |

| 5. Juli 2016 16:00 Uhr | Brasilien               | 25:26        | Kroatien                  | Krylatskoye Sports Palace, Moskau Zuschauer: 200 Schiedsrichter: Kleven, Jørum |
| 5. Juli 2016 16:00 Uhr | meiste Tore: Carneiro 8 | (13:12)      | meiste Tore: S. Posavec 7 | Krylatskoye Sports Palace, Moskau Zuschauer: 200 Schiedsrichter: Kleven, Jørum |
| 5. Juli 2016 16:00 Uhr | Strafen: 3× 6×          | Spielbericht | Strafen: 3×               | Krylatskoye Sports Palace, Moskau Zuschauer: 200 Schiedsrichter: Kleven, Jørum |

| 5. Juli 2016 18:00 Uhr | Tunesien               | 20:38        | Südkorea              | Krylatskoye Sports Palace, Moskau Zuschauer: 100 Schiedsrichter: Kurtagic, Wetterwik |
| 5. Juli 2016 18:00 Uhr | meiste Tore: Jouini 13 | (11:21)      | meiste Tore: Kim S. 7 | Krylatskoye Sports Palace, Moskau Zuschauer: 100 Schiedsrichter: Kurtagic, Wetterwik |
| 5. Juli 2016 18:00 Uhr | Strafen: 3× 7×         | Spielbericht | Strafen: 3× 2×        | Krylatskoye Sports Palace, Moskau Zuschauer: 100 Schiedsrichter: Kurtagic, Wetterwik |

| 5. Juli 2016 20:00 Uhr | Österreich                    | 18:32        | Frankreich              | Krylatskoye Sports Palace, Moskau Zuschauer: 100 Schiedsrichter: Kiselev, Kiyashko |
| 5. Juli 2016 20:00 Uhr | meiste Tore: Kovacs, Stanic 4 | (7:15)       | meiste Tore: Plazanet 5 | Krylatskoye Sports Palace, Moskau Zuschauer: 100 Schiedsrichter: Kiselev, Kiyashko |
| 5. Juli 2016 20:00 Uhr | Strafen: 3×                   | Spielbericht | Strafen: 2× 4×          | Krylatskoye Sports Palace, Moskau Zuschauer: 100 Schiedsrichter: Kiselev, Kiyashko |

| 6. Juli 2016 14:00 Uhr | Brasilien               | 37:26        | Tunesien               | Krylatskoye Sports Palace, Moskau Zuschauer: 100 Schiedsrichter: Al-Watani, Qamber |
| 6. Juli 2016 14:00 Uhr | meiste Tore: De Paula 8 | (18:12)      | meiste Tore: Jouini 11 | Krylatskoye Sports Palace, Moskau Zuschauer: 100 Schiedsrichter: Al-Watani, Qamber |
| 6. Juli 2016 14:00 Uhr | Strafen: 3× 5×          | Spielbericht | Strafen: 3× 2×         | Krylatskoye Sports Palace, Moskau Zuschauer: 100 Schiedsrichter: Al-Watani, Qamber |

| 6. Juli 2016 16:00 Uhr | Südkorea              | 31:30        | Österreich             | Krylatskoye Sports Palace, Moskau Zuschauer: 200 Schiedsrichter: Kleven, Jørum |
| 6. Juli 2016 16:00 Uhr | meiste Tore: Kim S. 9 | (15:12)      | meiste Tore: Ivančok 8 | Krylatskoye Sports Palace, Moskau Zuschauer: 200 Schiedsrichter: Kleven, Jørum |
| 6. Juli 2016 16:00 Uhr | Strafen: 2×           | Spielbericht | Strafen: 4× 5×         | Krylatskoye Sports Palace, Moskau Zuschauer: 200 Schiedsrichter: Kleven, Jørum |

| 6. Juli 2016 20:00 Uhr | Kroatien                  | 22:17        | Frankreich           | Krylatskoye Sports Palace, Moskau Zuschauer: 100 Schiedsrichter: Konjičanin, Konjičanin |
| 6. Juli 2016 20:00 Uhr | meiste Tore: S. Posavec 7 | (11:7)       | meiste Tore: Sajka 6 | Krylatskoye Sports Palace, Moskau Zuschauer: 100 Schiedsrichter: Konjičanin, Konjičanin |
| 6. Juli 2016 20:00 Uhr | Strafen: 3× 6×            | Spielbericht | Strafen: 3× 5×       | Krylatskoye Sports Palace, Moskau Zuschauer: 100 Schiedsrichter: Konjičanin, Konjičanin |

| 8. Juli 2016 16:00 Uhr | Kroatien               | 35:24        | Tunesien                       | Krylatskoye Sports Palace, Moskau Zuschauer: 100 Schiedsrichter: Javier Álvarez Mata, Yon Bustamante López |
| 8. Juli 2016 16:00 Uhr | meiste Tore: Čalušić 8 | (17:8)       | meiste Tore: Dardour, Jouini 5 | Krylatskoye Sports Palace, Moskau Zuschauer: 100 Schiedsrichter: Javier Álvarez Mata, Yon Bustamante López |
| 8. Juli 2016 16:00 Uhr | Strafen: 3× 4×         | Spielbericht | Strafen: 2× 3×                 | Krylatskoye Sports Palace, Moskau Zuschauer: 100 Schiedsrichter: Javier Álvarez Mata, Yon Bustamante López |

| 8. Juli 2016 18:00 Uhr | Frankreich                    | 25:32        | Südkorea                   | Krylatskoye Sports Palace, Moskau Zuschauer: 100 Schiedsrichter: Brunner, Salah |
| 8. Juli 2016 18:00 Uhr | meiste Tore: Sercien-Ugolin 7 | (12:15)      | meiste Tore: Song Ji-e. 13 | Krylatskoye Sports Palace, Moskau Zuschauer: 100 Schiedsrichter: Brunner, Salah |
| 8. Juli 2016 18:00 Uhr | Strafen: 3× 2×                | Spielbericht | Strafen: 3× 5× 1×          | Krylatskoye Sports Palace, Moskau Zuschauer: 100 Schiedsrichter: Brunner, Salah |

| 8. Juli 2016 20:00 Uhr | Österreich            | 31:36        | Brasilien                | Krylatskoye Sports Palace, Moskau Zuschauer: 100 Schiedsrichter: Opava, Válek |
| 8. Juli 2016 20:00 Uhr | meiste Tore: Kovacs 8 | (18:20)      | meiste Tore: De Paula 11 | Krylatskoye Sports Palace, Moskau Zuschauer: 100 Schiedsrichter: Opava, Válek |
| 8. Juli 2016 20:00 Uhr | Strafen: 3× 4×        | Spielbericht | Strafen: 2× 4×           | Krylatskoye Sports Palace, Moskau Zuschauer: 100 Schiedsrichter: Opava, Válek |

| 9. Juli 2016 14:00 Uhr | Südkorea                  | 26:23        | Kroatien                  | Krylatskoye Sports Palace, Moskau Zuschauer: 100 Schiedsrichter: Kiselev, Kiyashko |
| 9. Juli 2016 14:00 Uhr | meiste Tore: Song Ji-e. 9 | (17:11)      | meiste Tore: P. Posavec 6 | Krylatskoye Sports Palace, Moskau Zuschauer: 100 Schiedsrichter: Kiselev, Kiyashko |
| 9. Juli 2016 14:00 Uhr | Strafen: 2×               | Spielbericht | Strafen: 4× 3×            | Krylatskoye Sports Palace, Moskau Zuschauer: 100 Schiedsrichter: Kiselev, Kiyashko |

| 9. Juli 2016 16:00 Uhr | Tunesien               | 18:26        | Österreich           | Krylatskoye Sports Palace, Moskau Zuschauer: 100 Schiedsrichter: Gonzales, Prieto |
| 9. Juli 2016 16:00 Uhr | meiste Tore: Jouini 11 | (4:16)       | meiste Tore: Topic 7 | Krylatskoye Sports Palace, Moskau Zuschauer: 100 Schiedsrichter: Gonzales, Prieto |
| 9. Juli 2016 16:00 Uhr | Strafen: 3× 2×         | Spielbericht | Strafen: 3× 7×       | Krylatskoye Sports Palace, Moskau Zuschauer: 100 Schiedsrichter: Gonzales, Prieto |

| 9. Juli 2016 20:00 Uhr | Frankreich           | 29:29        | Brasilien                 | Krylatskoye Sports Palace, Moskau Zuschauer: 200 Schiedsrichter: Jedermann, Posch |
| 9. Juli 2016 20:00 Uhr | meiste Tore: Sajka 7 | (15:13)      | meiste Tore: Fernandes 15 | Krylatskoye Sports Palace, Moskau Zuschauer: 200 Schiedsrichter: Jedermann, Posch |
| 9. Juli 2016 20:00 Uhr | Strafen: 2× 1×       | Spielbericht | Strafen: 1× 6×            | Krylatskoye Sports Palace, Moskau Zuschauer: 200 Schiedsrichter: Jedermann, Posch |

### Gruppe C
| Pl. | Land        | Sp. | S | U | N | Tore      | Diff. | Punkte |
| --- | ----------- | --- | - | - | - | --------- | ----- | ------ |
| 1.  | Rumänien    | 5   | 4 | 1 | 0 | 0163:940  | +69   | 9      |
| 2.  | Deutschland | 5   | 4 | 1 | 0 | 0159:970  | +62   | 9      |
| 3.  | Spanien     | 5   | 3 | 0 | 2 | 0117:1130 | +4    | 6      |
| 4.  | Argentinien | 5   | 2 | 0 | 3 | 0108:1110 | −3    | 4      |
| 5.  | Ägypten     | 5   | 1 | 0 | 4 | 099:1510  | −52   | 2      |
| 6.  | Kasachstan  | 5   | 0 | 0 | 5 | 0105:1850 | −80   | 0      |

| 3. Juli 2016 16:00 Uhr | Rumänien                        | 43:21        | Kasachstan              | ZSKA-Universal-Sporthalle, Moskau Zuschauer: 100 Schiedsrichter: Andorcka, Hucker |
| 3. Juli 2016 16:00 Uhr | meiste Tore: Dindiligan, Ilie 6 | (18:10)      | meiste Tore: Usmanova 5 | ZSKA-Universal-Sporthalle, Moskau Zuschauer: 100 Schiedsrichter: Andorcka, Hucker |
| 3. Juli 2016 16:00 Uhr | Strafen: 3× 6×                  | Spielbericht | Strafen: 3×             | ZSKA-Universal-Sporthalle, Moskau Zuschauer: 100 Schiedsrichter: Andorcka, Hucker |

| 3. Juli 2016 18:00 Uhr | Deutschland             | 35:15        | Ägypten                        | ZSKA-Universal-Sporthalle, Moskau Zuschauer: 150 Schiedsrichter: Mitrović, Vešović |
| 3. Juli 2016 18:00 Uhr | meiste Tore: Ingenpaß 7 | (20:9)       | meiste Tore: Abdallah, Helmy 3 | ZSKA-Universal-Sporthalle, Moskau Zuschauer: 150 Schiedsrichter: Mitrović, Vešović |
| 3. Juli 2016 18:00 Uhr | Strafen: 3× 5×          | Spielbericht | Strafen: 3× 4×                 | ZSKA-Universal-Sporthalle, Moskau Zuschauer: 150 Schiedsrichter: Mitrović, Vešović |

| 3. Juli 2016 20:00 Uhr | Spanien               | 26:21        | Argentinien          | ZSKA-Universal-Sporthalle, Moskau Zuschauer: 100 Schiedsrichter: Kleven, Jørum |
| 3. Juli 2016 20:00 Uhr | meiste Tore: Prieto 5 | (12:11)      | meiste Tore: Urban 7 | ZSKA-Universal-Sporthalle, Moskau Zuschauer: 100 Schiedsrichter: Kleven, Jørum |
| 3. Juli 2016 20:00 Uhr | Strafen: 3× 1×        | Spielbericht | Strafen: 3×          | ZSKA-Universal-Sporthalle, Moskau Zuschauer: 100 Schiedsrichter: Kleven, Jørum |

| 4. Juli 2016 16:00 Uhr | Kasachstan                      | 17:43        | Deutschland            | ZSKA-Universal-Sporthalle, Moskau Zuschauer: 100 Schiedsrichter: Jedermann, Posch |
| 4. Juli 2016 16:00 Uhr | meiste Tore: Abilda, Usmanova 4 | (7:26)       | meiste Tore: Behrend 7 | ZSKA-Universal-Sporthalle, Moskau Zuschauer: 100 Schiedsrichter: Jedermann, Posch |
| 4. Juli 2016 16:00 Uhr | Strafen: 3× 5× 1×               | Spielbericht | Strafen: 2× 4×         | ZSKA-Universal-Sporthalle, Moskau Zuschauer: 100 Schiedsrichter: Jedermann, Posch |

| 4. Juli 2016 18:00 Uhr | Argentinien          | 17:23        | Rumänien             | ZSKA-Universal-Sporthalle, Moskau Zuschauer: 100 Schiedsrichter: Erdoğan, Özdeniz |
| 4. Juli 2016 18:00 Uhr | meiste Tore: Mazza 4 | (6:17)       | meiste Tore: Laslo 6 | ZSKA-Universal-Sporthalle, Moskau Zuschauer: 100 Schiedsrichter: Erdoğan, Özdeniz |
| 4. Juli 2016 18:00 Uhr | Strafen: 3× 4×       | Spielbericht | Strafen: 3×          | ZSKA-Universal-Sporthalle, Moskau Zuschauer: 100 Schiedsrichter: Erdoğan, Özdeniz |

| 4. Juli 2016 20:00 Uhr | Ägypten                          | 21:30        | Spanien                | ZSKA-Universal-Sporthalle, Moskau Zuschauer: 110 Schiedsrichter: Brunner, Salah |
| 4. Juli 2016 20:00 Uhr | meiste Tore: N. Khaled, Sherif 4 | (10:14)      | meiste Tore: Viloria 6 | ZSKA-Universal-Sporthalle, Moskau Zuschauer: 110 Schiedsrichter: Brunner, Salah |
| 4. Juli 2016 20:00 Uhr | Strafen: 3× 6×                   | Spielbericht | Strafen: 3× 8×         | ZSKA-Universal-Sporthalle, Moskau Zuschauer: 110 Schiedsrichter: Brunner, Salah |

| 6. Juli 2016 10:00 Uhr | Rumänien              | 38:15        | Ägypten                  | ZSKA-Universal-Sporthalle, Moskau Zuschauer: 100 Schiedsrichter: Kiselev, Kiyashko |
| 6. Juli 2016 10:00 Uhr | meiste Tore: Ostase 7 | (18:9)       | meiste Tore: N. Khaled 6 | ZSKA-Universal-Sporthalle, Moskau Zuschauer: 100 Schiedsrichter: Kiselev, Kiyashko |
| 6. Juli 2016 10:00 Uhr | Strafen: 2× 3×        | Spielbericht | Strafen: 2× 1×           | ZSKA-Universal-Sporthalle, Moskau Zuschauer: 100 Schiedsrichter: Kiselev, Kiyashko |

| 6. Juli 2016 12:00 Uhr | Deutschland           | 24:19        | Spanien                         | ZSKA-Universal-Sporthalle, Moskau Zuschauer: 120 Schiedsrichter: Andorcka, Hucker |
| 6. Juli 2016 12:00 Uhr | meiste Tore: Stolle 6 | (14:9)       | meiste Tore: Martínez, Prieto 5 | ZSKA-Universal-Sporthalle, Moskau Zuschauer: 120 Schiedsrichter: Andorcka, Hucker |
| 6. Juli 2016 12:00 Uhr | Strafen: 4×           | Spielbericht | Strafen: 3× 2×                  | ZSKA-Universal-Sporthalle, Moskau Zuschauer: 120 Schiedsrichter: Andorcka, Hucker |

| 6. Juli 2016 14:00 Uhr | Kasachstan              | 21:34        | Argentinien           | ZSKA-Universal-Sporthalle, Moskau Zuschauer: 100 Schiedsrichter: Kurtagic, Wetterwik |
| 6. Juli 2016 14:00 Uhr | meiste Tore: Usmanova 6 | (10:18)      | meiste Tore: Urban 10 | ZSKA-Universal-Sporthalle, Moskau Zuschauer: 100 Schiedsrichter: Kurtagic, Wetterwik |
| 6. Juli 2016 14:00 Uhr | Strafen: 2× 6×          | Spielbericht | Strafen: 3× 7×        | ZSKA-Universal-Sporthalle, Moskau Zuschauer: 100 Schiedsrichter: Kurtagic, Wetterwik |

| 7. Juli 2016 16:00 Uhr | Deutschland              | 28:17        | Argentinien                   | ZSKA-Universal-Sporthalle, Moskau Zuschauer: 200 Schiedsrichter: Alves, Magalhaes |
| 7. Juli 2016 16:00 Uhr | meiste Tore: Grijseels 7 | (11:10)      | meiste Tore: Casasola, Sans 4 | ZSKA-Universal-Sporthalle, Moskau Zuschauer: 200 Schiedsrichter: Alves, Magalhaes |
| 7. Juli 2016 16:00 Uhr | Strafen: 3× 4×           | Spielbericht | Strafen: 2× 3×                | ZSKA-Universal-Sporthalle, Moskau Zuschauer: 200 Schiedsrichter: Alves, Magalhaes |

| 7. Juli 2016 18:00 Uhr | Spanien                         | 12:30        | Rumänien             | ZSKA-Universal-Sporthalle, Moskau Zuschauer: 100 Schiedsrichter: Konjičanin, Konjičanin |
| 7. Juli 2016 18:00 Uhr | meiste Tore: Martínez, Torras 3 | (6:18)       | meiste Tore: Laslo 8 | ZSKA-Universal-Sporthalle, Moskau Zuschauer: 100 Schiedsrichter: Konjičanin, Konjičanin |
| 7. Juli 2016 18:00 Uhr | Strafen: 3×                     | Spielbericht | Strafen: 3× 5×       | ZSKA-Universal-Sporthalle, Moskau Zuschauer: 100 Schiedsrichter: Konjičanin, Konjičanin |

| 7. Juli 2016 20:00 Uhr | Ägypten               | 35:29        | Kasachstan              | ZSKA-Universal-Sporthalle, Moskau Zuschauer: 100 Schiedsrichter: Gasmi, Gasmi |
| 7. Juli 2016 20:00 Uhr | meiste Tore: Helmy 10 | (17:13)      | meiste Tore: Ussenova 6 | ZSKA-Universal-Sporthalle, Moskau Zuschauer: 100 Schiedsrichter: Gasmi, Gasmi |
| 7. Juli 2016 20:00 Uhr | Strafen: 3× 5×        | Spielbericht | Strafen: 3×             | ZSKA-Universal-Sporthalle, Moskau Zuschauer: 100 Schiedsrichter: Gasmi, Gasmi |

| 9. Juli 2016 10:00 Uhr | Argentinien             | 19:13        | Ägypten              | ZSKA-Universal-Sporthalle, Moskau Zuschauer: 100 Schiedsrichter: Al-Watani, Qamber |
| 9. Juli 2016 10:00 Uhr | meiste Tore: Casasola 5 | (9:9)        | meiste Tore: Helmy 6 | ZSKA-Universal-Sporthalle, Moskau Zuschauer: 100 Schiedsrichter: Al-Watani, Qamber |
| 9. Juli 2016 10:00 Uhr | Strafen: 2× 4× 1×       | Spielbericht | Strafen: 3× 2×       | ZSKA-Universal-Sporthalle, Moskau Zuschauer: 100 Schiedsrichter: Al-Watani, Qamber |

| 9. Juli 2016 12:00 Uhr | Spanien               | 30:17        | Kasachstan              | ZSKA-Universal-Sporthalle, Moskau Zuschauer: 100 Schiedsrichter: Mitrović, Vešović |
| 9. Juli 2016 12:00 Uhr | meiste Tore: Prieto 6 | (16:11)      | meiste Tore: Usmanova 8 | ZSKA-Universal-Sporthalle, Moskau Zuschauer: 100 Schiedsrichter: Mitrović, Vešović |
| 9. Juli 2016 12:00 Uhr | Strafen: 3× 4×        | Spielbericht | Strafen: 2× 3×          | ZSKA-Universal-Sporthalle, Moskau Zuschauer: 100 Schiedsrichter: Mitrović, Vešović |

| 9. Juli 2016 14:00 Uhr | Rumänien             | 29:29        | Deutschland           | ZSKA-Universal-Sporthalle, Moskau Zuschauer: 100 Schiedsrichter: Gasmi, Gasmi |
| 9. Juli 2016 14:00 Uhr | meiste Tore: Laslo 9 | (18:13)      | meiste Tore: Stolle 7 | ZSKA-Universal-Sporthalle, Moskau Zuschauer: 100 Schiedsrichter: Gasmi, Gasmi |
| 9. Juli 2016 14:00 Uhr | Strafen: 3× 4×       | Spielbericht | Strafen: 3× 4×        | ZSKA-Universal-Sporthalle, Moskau Zuschauer: 100 Schiedsrichter: Gasmi, Gasmi |

### Gruppe D
| Pl. | Land        | Sp. | S | U | N | Tore      | Diff. | Punkte |
| --- | ----------- | --- | - | - | - | --------- | ----- | ------ |
| 1.  | Russland    | 5   | 5 | 0 | 0 | 0192:970  | +95   | 10     |
| 2.  | Schweden    | 5   | 4 | 0 | 1 | 0147:1160 | +31   | 8      |
| 3.  | Niederlande | 5   | 3 | 0 | 2 | 0162:1370 | +25   | 6      |
| 4.  | Japan       | 5   | 2 | 0 | 3 | 0133:1440 | −11   | 4      |
| 5.  | China       | 5   | 1 | 0 | 4 | 0115:1590 | −44   | 2      |
| 6.  | Chile       | 5   | 0 | 0 | 5 | 0104:2000 | −96   | 0      |

| 2. Juli 2016 17:30 Uhr | Russland                          | 31:24        | Niederlande               | Krylatskoye Sports Palace, Moskau Zuschauer: 700 Schiedsrichter: Gasmi, Gasmi |
| 2. Juli 2016 17:30 Uhr | meiste Tore: Skorobogattschenko 8 | (13:17)      | meiste Tore: Nieuwenweg 7 | Krylatskoye Sports Palace, Moskau Zuschauer: 700 Schiedsrichter: Gasmi, Gasmi |
| 2. Juli 2016 17:30 Uhr | Strafen: 3× 4×                    | Spielbericht | Strafen: 3× 7×            | Krylatskoye Sports Palace, Moskau Zuschauer: 700 Schiedsrichter: Gasmi, Gasmi |

| 3. Juli 2016 16:00 Uhr | Japan             | 28:23        | China                       | Krylatskoye Sports Palace, Moskau Zuschauer: 200 Schiedsrichter: Alves, Magalhaes |
| 3. Juli 2016 16:00 Uhr | meiste Tore: Ao 8 | (15:12)      | meiste Tore: Mu, Zhang Y. 6 | Krylatskoye Sports Palace, Moskau Zuschauer: 200 Schiedsrichter: Alves, Magalhaes |
| 3. Juli 2016 16:00 Uhr | Strafen: 2×       | Spielbericht | Strafen: 1× 2×              | Krylatskoye Sports Palace, Moskau Zuschauer: 200 Schiedsrichter: Alves, Magalhaes |

| 3. Juli 2016 18:00 Uhr | Schweden                    | 41:19        | Chile               | Krylatskoye Sports Palace, Moskau Zuschauer: 200 Schiedsrichter: Covalciuc, Covalciuc |
| 3. Juli 2016 18:00 Uhr | meiste Tore: Bardis, Rask 6 | (19:9)       | meiste Tore: Mino 6 | Krylatskoye Sports Palace, Moskau Zuschauer: 200 Schiedsrichter: Covalciuc, Covalciuc |
| 3. Juli 2016 18:00 Uhr | Strafen: 2×                 | Spielbericht | Strafen: 4× 1×      | Krylatskoye Sports Palace, Moskau Zuschauer: 200 Schiedsrichter: Covalciuc, Covalciuc |

| 4. Juli 2016 16:00 Uhr | Niederlande              | 28:34        | Schweden              | Krylatskoye Sports Palace, Moskau Zuschauer: 200 Schiedsrichter: Andorcka, Hucker |
| 4. Juli 2016 16:00 Uhr | meiste Tore: Zwinkels 10 | (15:19)      | meiste Tore: Bardis 9 | Krylatskoye Sports Palace, Moskau Zuschauer: 200 Schiedsrichter: Andorcka, Hucker |
| 4. Juli 2016 16:00 Uhr | Strafen: 3× 6×           | Spielbericht | Strafen: 2× 6×        | Krylatskoye Sports Palace, Moskau Zuschauer: 200 Schiedsrichter: Andorcka, Hucker |

| 4. Juli 2016 18:00 Uhr | China                    | 19:39        | Russland               | Krylatskoye Sports Palace, Moskau Zuschauer: 200 Schiedsrichter: Gonzales, Prieto |
| 4. Juli 2016 18:00 Uhr | meiste Tore: Lin, Tian 4 | (9:23)       | meiste Tore: Frolowa 8 | Krylatskoye Sports Palace, Moskau Zuschauer: 200 Schiedsrichter: Gonzales, Prieto |
| 4. Juli 2016 18:00 Uhr | Strafen: 2× 1×           | Spielbericht | Strafen: 3× 5× 1×      | Krylatskoye Sports Palace, Moskau Zuschauer: 200 Schiedsrichter: Gonzales, Prieto |

| 4. Juli 2016 20:00 Uhr | Chile                       | 21:39        | Japan                 | Krylatskoye Sports Palace, Moskau Zuschauer: 100 Schiedsrichter: Mitrović, Vešović |
| 4. Juli 2016 20:00 Uhr | meiste Tore: Mino, Zavala 5 | (8:18)       | meiste Tore: Magata 8 | Krylatskoye Sports Palace, Moskau Zuschauer: 100 Schiedsrichter: Mitrović, Vešović |
| 4. Juli 2016 20:00 Uhr | Strafen: 3× 2×              | Spielbericht | Strafen: 3× 1×        | Krylatskoye Sports Palace, Moskau Zuschauer: 100 Schiedsrichter: Mitrović, Vešović |

| 6. Juli 2016 10:00 Uhr | Schweden                 | 26:18        | Japan                         | Krylatskoye Sports Palace, Moskau Zuschauer: 100 Schiedsrichter: Javier Álvarez Mata, Yon Bustamante López |
| 6. Juli 2016 10:00 Uhr | meiste Tore: Mellegård 5 | (11:10)      | meiste Tore: Ao, Kawarabata 4 | Krylatskoye Sports Palace, Moskau Zuschauer: 100 Schiedsrichter: Javier Álvarez Mata, Yon Bustamante López |
| 6. Juli 2016 10:00 Uhr | Strafen: 3× 4×           | Spielbericht | Strafen: 3× 2×                | Krylatskoye Sports Palace, Moskau Zuschauer: 100 Schiedsrichter: Javier Álvarez Mata, Yon Bustamante López |

| 6. Juli 2016 12:00 Uhr | Niederlande              | 38:22        | China               | Krylatskoye Sports Palace, Moskau Zuschauer: 100 Schiedsrichter: Erdoğan, Özdeniz |
| 6. Juli 2016 12:00 Uhr | meiste Tore: Belgareh 12 | (20:10)      | meiste Tore: Lin 10 | Krylatskoye Sports Palace, Moskau Zuschauer: 100 Schiedsrichter: Erdoğan, Özdeniz |
| 6. Juli 2016 12:00 Uhr | Strafen: 3× 1×           | Spielbericht | Strafen: 2× 3×      | Krylatskoye Sports Palace, Moskau Zuschauer: 100 Schiedsrichter: Erdoğan, Özdeniz |

| 6. Juli 2016 18:00 Uhr | Russland                            | 48:10        | Chile                 | Krylatskoye Sports Palace, Moskau Zuschauer: 200 Schiedsrichter: Jedermann, Posch |
| 6. Juli 2016 18:00 Uhr | meiste Tore: Sabirowa, Smolenzewa 6 | (26:5)       | meiste Tore: Zavala 4 | Krylatskoye Sports Palace, Moskau Zuschauer: 200 Schiedsrichter: Jedermann, Posch |
| 6. Juli 2016 18:00 Uhr | Strafen: 3× 1×                      | Spielbericht | Strafen: 2× 4×        | Krylatskoye Sports Palace, Moskau Zuschauer: 200 Schiedsrichter: Jedermann, Posch |

| 7. Juli 2016 16:00 Uhr | Schweden                 | 25:20        | China               | Krylatskoye Sports Palace, Moskau Zuschauer: 100 Schiedsrichter: Mitrović, Vešović |
| 7. Juli 2016 16:00 Uhr | meiste Tore: 3 Spieler 5 | (12:10)      | meiste Tore: Lin 11 | Krylatskoye Sports Palace, Moskau Zuschauer: 100 Schiedsrichter: Mitrović, Vešović |
| 7. Juli 2016 16:00 Uhr | Strafen: 3×              | Spielbericht | Strafen: 3× 2×      | Krylatskoye Sports Palace, Moskau Zuschauer: 100 Schiedsrichter: Mitrović, Vešović |

| 7. Juli 2016 18:00 Uhr | Japan                     | 23:43        | Russland                         | Krylatskoye Sports Palace, Moskau Zuschauer: 300 Schiedsrichter: Covalciuc, Covalciuc |
| 7. Juli 2016 18:00 Uhr | meiste Tore: Ao, Magata 5 | (9:18)       | meiste Tore: Belikowa, Frolowa 7 | Krylatskoye Sports Palace, Moskau Zuschauer: 300 Schiedsrichter: Covalciuc, Covalciuc |
| 7. Juli 2016 18:00 Uhr | Strafen: 2× 1×            | Spielbericht | Strafen: 3× 6×                   | Krylatskoye Sports Palace, Moskau Zuschauer: 300 Schiedsrichter: Covalciuc, Covalciuc |

| 7. Juli 2016 20:00 Uhr | Chile               | 25:41        | Niederlande               | Krylatskoye Sports Palace, Moskau Zuschauer: 100 Schiedsrichter: Gonzales, Prieto |
| 7. Juli 2016 20:00 Uhr | meiste Tore: Mino 6 | (9:20)       | meiste Tore: Nieuwenweg 8 | Krylatskoye Sports Palace, Moskau Zuschauer: 100 Schiedsrichter: Gonzales, Prieto |
| 7. Juli 2016 20:00 Uhr | Strafen: 2× 3×      | Spielbericht | Strafen: 3× 2×            | Krylatskoye Sports Palace, Moskau Zuschauer: 100 Schiedsrichter: Gonzales, Prieto |

| 9. Juli 2016 10:00 Uhr | China                | 31:29        | Chile               | Krylatskoye Sports Palace, Moskau Zuschauer: 100 Schiedsrichter: Andorcka, Hucker |
| 9. Juli 2016 10:00 Uhr | meiste Tore: Tian 12 | (18:12)      | meiste Tore: Mino 7 | Krylatskoye Sports Palace, Moskau Zuschauer: 100 Schiedsrichter: Andorcka, Hucker |
| 9. Juli 2016 10:00 Uhr | Strafen: 3×          | Spielbericht | Strafen: 3× 5×      | Krylatskoye Sports Palace, Moskau Zuschauer: 100 Schiedsrichter: Andorcka, Hucker |

| 9. Juli 2016 12:00 Uhr | Japan             | 25:31        | Niederlande           | Krylatskoye Sports Palace, Moskau Zuschauer: 100 Schiedsrichter: Kleven, Jørum |
| 9. Juli 2016 12:00 Uhr | meiste Tore: Ao 7 | (10:17)      | meiste Tore: Nüsser 7 | Krylatskoye Sports Palace, Moskau Zuschauer: 100 Schiedsrichter: Kleven, Jørum |
| 9. Juli 2016 12:00 Uhr | Strafen: 2×       | Spielbericht | Strafen: 2× 3×        | Krylatskoye Sports Palace, Moskau Zuschauer: 100 Schiedsrichter: Kleven, Jørum |

| 9. Juli 2016 18:00 Uhr | Russland                | 31:21        | Schweden                 | Krylatskoye Sports Palace, Moskau Zuschauer: 400 Schiedsrichter: Alves, Magalhaes |
| 9. Juli 2016 18:00 Uhr | meiste Tore: Golikowa 6 | (17:11)      | meiste Tore: Mellegård 7 | Krylatskoye Sports Palace, Moskau Zuschauer: 400 Schiedsrichter: Alves, Magalhaes |
| 9. Juli 2016 18:00 Uhr | Strafen: 3× 7×          | Spielbericht | Strafen: 3× 4×           | Krylatskoye Sports Palace, Moskau Zuschauer: 400 Schiedsrichter: Alves, Magalhaes |

## President's Cup

### Spiele um Platz 21–24
| 11. Juli 2016 09:30 Uhr | Usbekistan                 | 20:33        | Tunesien               | ZSKA-Universal-Sporthalle, Moskau Zuschauer: 100 Schiedsrichter: Al-Watani, Qamber |
| 11. Juli 2016 09:30 Uhr | meiste Tore: Najmedinova 5 | (10:13)      | meiste Tore: Jouini 12 | ZSKA-Universal-Sporthalle, Moskau Zuschauer: 100 Schiedsrichter: Al-Watani, Qamber |
| 11. Juli 2016 09:30 Uhr | Strafen: 3× 4×             | Spielbericht | Strafen: 2× 6×         | ZSKA-Universal-Sporthalle, Moskau Zuschauer: 100 Schiedsrichter: Al-Watani, Qamber |

| 11. Juli 2016 09:30 Uhr | Kasachstan               | 34:35        | Chile                 | Krylatskoye Sports Palace, Moskau Zuschauer: 100 Schiedsrichter: Gasmi, Gasmi |
| 11. Juli 2016 09:30 Uhr | meiste Tore: Usmanova 11 | (19:16)      | meiste Tore: Zavala 7 | Krylatskoye Sports Palace, Moskau Zuschauer: 100 Schiedsrichter: Gasmi, Gasmi |
| 11. Juli 2016 09:30 Uhr | Strafen: 3× 5×           | Spielbericht | Strafen: 4× 6×        | Krylatskoye Sports Palace, Moskau Zuschauer: 100 Schiedsrichter: Gasmi, Gasmi |

### Spiel um Platz 23
| 12. Juli 2016 09:30 Uhr | Usbekistan                    | 31:34        | Kasachstan             | Krylatskoye Sports Palace, Moskau Zuschauer: 200 Schiedsrichter: Jedermann, Posch |
| 12. Juli 2016 09:30 Uhr | meiste Tore: Abdulhamidova 12 | (14:17)      | meiste Tore: Abilda 11 | Krylatskoye Sports Palace, Moskau Zuschauer: 200 Schiedsrichter: Jedermann, Posch |
| 12. Juli 2016 09:30 Uhr | Strafen: 3× 7×                | Spielbericht | Strafen: 2× 3×         | Krylatskoye Sports Palace, Moskau Zuschauer: 200 Schiedsrichter: Jedermann, Posch |

#### Spiel um Platz 21
| 12. Juli 2016 11:45 Uhr | Tunesien              | 33:19        | Chile                       | Krylatskoye Sports Palace, Moskau Zuschauer: 100 Schiedsrichter: Erdoğan, Özdeniz |
| 12. Juli 2016 11:45 Uhr | meiste Tore: Jouini 9 | (18:9)       | meiste Tore: four players 4 | Krylatskoye Sports Palace, Moskau Zuschauer: 100 Schiedsrichter: Erdoğan, Özdeniz |
| 12. Juli 2016 11:45 Uhr | Strafen: 3× 1×        | Spielbericht | Strafen: 3×                 | Krylatskoye Sports Palace, Moskau Zuschauer: 100 Schiedsrichter: Erdoğan, Özdeniz |

### Spiele um Platz 17–20
| 11. Juli 2016 11:45 Uhr | Montenegro                     | 30:25        | Österreich             | ZSKA-Universal-Sporthalle, Moskau Zuschauer: 100 Schiedsrichter: Kleven, Jørum |
| 11. Juli 2016 11:45 Uhr | meiste Tore: Agović, Brnovič 7 | (11:10)      | meiste Tore: Kovacs 10 | ZSKA-Universal-Sporthalle, Moskau Zuschauer: 100 Schiedsrichter: Kleven, Jørum |
| 11. Juli 2016 11:45 Uhr | Strafen: 2× 5×                 | Spielbericht | Strafen: 3× 4×         | ZSKA-Universal-Sporthalle, Moskau Zuschauer: 100 Schiedsrichter: Kleven, Jørum |

| 11. Juli 2016 11:45 Uhr | Ägypten              | 21:34        | China              | Krylatskoye Sports Palace, Moskau Zuschauer: 100 Schiedsrichter: Erdoğan, Özdeniz |
| 11. Juli 2016 11:45 Uhr | meiste Tore: Helmy 5 | (9:17)       | meiste Tore: Lin 9 | Krylatskoye Sports Palace, Moskau Zuschauer: 100 Schiedsrichter: Erdoğan, Özdeniz |
| 11. Juli 2016 11:45 Uhr | Strafen: 2× 4×       | Spielbericht | Strafen: 3× 5× 1×  | Krylatskoye Sports Palace, Moskau Zuschauer: 100 Schiedsrichter: Erdoğan, Özdeniz |

### Spiel um Platz 19
| 12. Juli 2016 09:30 Uhr | Österreich             | 31:22        | Ägypten                  | ZSKA-Universal-Sporthalle, Moskau Zuschauer: 100 Schiedsrichter: Andorcka, Hucker |
| 12. Juli 2016 09:30 Uhr | meiste Tore: Ivančok 8 | (14:9)       | meiste Tore: N. Khaled 6 | ZSKA-Universal-Sporthalle, Moskau Zuschauer: 100 Schiedsrichter: Andorcka, Hucker |
| 12. Juli 2016 09:30 Uhr | Strafen: 2× 5×         | Spielbericht | Strafen: 3× 5×           | ZSKA-Universal-Sporthalle, Moskau Zuschauer: 100 Schiedsrichter: Andorcka, Hucker |

#### Spiel um Platz 17
| 12. Juli 2016 11:45 Uhr | Montenegro                      | 27:23        | China               | ZSKA-Universal-Sporthalle, Moskau Zuschauer: 200 Schiedsrichter: Opava, Válek |
| 12. Juli 2016 11:45 Uhr | meiste Tore: Novaković, Ujkić 5 | (12:11)      | meiste Tore: Tian 7 | ZSKA-Universal-Sporthalle, Moskau Zuschauer: 200 Schiedsrichter: Opava, Válek |
| 12. Juli 2016 11:45 Uhr | Strafen: 3× 6× 1×               | Spielbericht | Strafen: 2× 3×      | ZSKA-Universal-Sporthalle, Moskau Zuschauer: 200 Schiedsrichter: Opava, Válek |

## Spiele um Platz 9–16

### Spiel um Platz 15
| 12. Juli 2016 14:00 Uhr | Argentinien          | 24:28        | Japan                           | Krylatskoye Sports Palace, Moskau Zuschauer: 100 Schiedsrichter: Al-Watani, Qamber |
| 12. Juli 2016 14:00 Uhr | meiste Tore: Urban 8 | (14:15)      | meiste Tore: Fujita, Watanabe 6 | Krylatskoye Sports Palace, Moskau Zuschauer: 100 Schiedsrichter: Al-Watani, Qamber |
| 12. Juli 2016 14:00 Uhr | Strafen: 3× 2×       | Spielbericht | Strafen: 3×                     | Krylatskoye Sports Palace, Moskau Zuschauer: 100 Schiedsrichter: Al-Watani, Qamber |

### Spiel um Platz 13
| 12. Juli 2016 16:15 Uhr | Frankreich                    | 35:23        | Angola                   | Krylatskoye Sports Palace, Moskau Zuschauer: 100 Schiedsrichter: Konjičanin, Konjičanin |
| 12. Juli 2016 16:15 Uhr | meiste Tore: Sercien-Ugolin 8 | (15:9)       | meiste Tore: Nenganga 11 | Krylatskoye Sports Palace, Moskau Zuschauer: 100 Schiedsrichter: Konjičanin, Konjičanin |
| 12. Juli 2016 16:15 Uhr | Strafen: 3× 4× 1×             | Spielbericht | Strafen: 2× 3×           | Krylatskoye Sports Palace, Moskau Zuschauer: 100 Schiedsrichter: Konjičanin, Konjičanin |

### Spiel um Platz 11
| 12. Juli 2016 14:00 Uhr | Spanien                   | 25:33        | Brasilien               | ZSKA-Universal-Sporthalle, Moskau Zuschauer: 100 Schiedsrichter: Gonzales, Prieto |
| 12. Juli 2016 14:00 Uhr | meiste Tore: Echeverria 5 | (11:15)      | meiste Tore: De Paula 9 | ZSKA-Universal-Sporthalle, Moskau Zuschauer: 100 Schiedsrichter: Gonzales, Prieto |
| 12. Juli 2016 14:00 Uhr | Strafen: 1× 2×            | Spielbericht | Strafen: 3×             | ZSKA-Universal-Sporthalle, Moskau Zuschauer: 100 Schiedsrichter: Gonzales, Prieto |

### Spiel um Platz 9
| 12. Juli 2016 16:15 Uhr | Niederlande             | 38:37 n. S.      | Ungarn               | ZSKA-Universal-Sporthalle, Moskau Zuschauer: 200 Schiedsrichter: Alves, Magalhaes |
| 12. Juli 2016 16:15 Uhr | meiste Tore: Belgareh 9 | (17:15), (30:30) | meiste Tore: Tóth 14 | ZSKA-Universal-Sporthalle, Moskau Zuschauer: 200 Schiedsrichter: Alves, Magalhaes |
| 12. Juli 2016 16:15 Uhr | Strafen: 3× 7× 1×       | Spielbericht     | Strafen: 3× 5×       | ZSKA-Universal-Sporthalle, Moskau Zuschauer: 200 Schiedsrichter: Alves, Magalhaes |

## Finalrunde

### Achtelfinale
| 11. Juli 2016 14:00 Uhr | Südkorea                   | 29:27        | Angola                  | ZSKA-Universal-Sporthalle, Moskau Zuschauer: 400 Schiedsrichter: Opava, Válek |
| 11. Juli 2016 14:00 Uhr | meiste Tore: Song Ji-e. 15 | (16:13)      | meiste Tore: Nenganga 8 | ZSKA-Universal-Sporthalle, Moskau Zuschauer: 400 Schiedsrichter: Opava, Válek |
| 11. Juli 2016 14:00 Uhr | Strafen: 3× 5×             | Spielbericht | Strafen: 3× 4×          | ZSKA-Universal-Sporthalle, Moskau Zuschauer: 400 Schiedsrichter: Opava, Válek |

| 11. Juli 2016 14:00 Uhr | Spanien                        | 13:29        | Schweden              | Krylatskoye Sports Palace, Moskau Zuschauer: 100 Schiedsrichter: Jedermann, Posch |
| 11. Juli 2016 14:00 Uhr | meiste Tore: Lizarbe, Torras 3 | (5:14)       | meiste Tore: Bardis 7 | Krylatskoye Sports Palace, Moskau Zuschauer: 100 Schiedsrichter: Jedermann, Posch |
| 11. Juli 2016 14:00 Uhr | Strafen: 2× 3×                 | Spielbericht | Strafen: 2× 5×        | Krylatskoye Sports Palace, Moskau Zuschauer: 100 Schiedsrichter: Jedermann, Posch |

| 11. Juli 2016 16:15 Uhr | Niederlande               | 27:28        | Deutschland              | ZSKA-Universal-Sporthalle, Moskau Zuschauer: 200 Schiedsrichter: Andorcka, Hucker |
| 11. Juli 2016 16:15 Uhr | meiste Tore: Nieuwenweg 6 | (12:14)      | meiste Tore: Grijseels 9 | ZSKA-Universal-Sporthalle, Moskau Zuschauer: 200 Schiedsrichter: Andorcka, Hucker |
| 11. Juli 2016 16:15 Uhr | Strafen: 3× 2×            | Spielbericht | Strafen: 2× 7× 1×        | ZSKA-Universal-Sporthalle, Moskau Zuschauer: 200 Schiedsrichter: Andorcka, Hucker |

| 11. Juli 2016 16:15 Uhr | Dänemark                          | 35:18        | Frankreich           | Krylatskoye Sports Palace, Moskau Zuschauer: 200 Schiedsrichter: Mitrović, Vešović |
| 11. Juli 2016 16:15 Uhr | meiste Tore: M. Nielsen, Nolsøe 7 | (18:9)       | meiste Tore: Nianh 7 | Krylatskoye Sports Palace, Moskau Zuschauer: 200 Schiedsrichter: Mitrović, Vešović |
| 11. Juli 2016 16:15 Uhr | Strafen: 3× 5×                    | Spielbericht | Strafen: 3× 4×       | Krylatskoye Sports Palace, Moskau Zuschauer: 200 Schiedsrichter: Mitrović, Vešović |

| 11. Juli 2016 18:30 Uhr | Brasilien               | 23:30        | Norwegen                | ZSKA-Universal-Sporthalle, Moskau Zuschauer: 300 Schiedsrichter: Covalciuc, Covalciuc |
| 11. Juli 2016 18:30 Uhr | meiste Tore: De Paula 8 | (10:14)      | meiste Tore: Andersen 9 | ZSKA-Universal-Sporthalle, Moskau Zuschauer: 300 Schiedsrichter: Covalciuc, Covalciuc |
| 11. Juli 2016 18:30 Uhr | Strafen: 3×             | Spielbericht | Strafen: 3×             | ZSKA-Universal-Sporthalle, Moskau Zuschauer: 300 Schiedsrichter: Covalciuc, Covalciuc |

| 11. Juli 2016 18:30 Uhr | Russland                          | 31:20        | Argentinien          | Krylatskoye Sports Palace, Moskau Zuschauer: 200 Schiedsrichter: Gonzales, Prieto |
| 11. Juli 2016 18:30 Uhr | meiste Tore: Skorobogattschenko 7 | (14:10)      | meiste Tore: Urban 6 | Krylatskoye Sports Palace, Moskau Zuschauer: 200 Schiedsrichter: Gonzales, Prieto |
| 11. Juli 2016 18:30 Uhr | Strafen: 3× 6×                    | Spielbericht | Strafen: 2× 4×       | Krylatskoye Sports Palace, Moskau Zuschauer: 200 Schiedsrichter: Gonzales, Prieto |

| 11. Juli 2016 20:45 Uhr | Ungarn              | 25:26        | Kroatien                   | ZSKA-Universal-Sporthalle, Moskau Zuschauer: 100 Schiedsrichter: Kiselev, Kiyashko |
| 11. Juli 2016 20:45 Uhr | meiste Tore: Tóth 6 | (13:13)      | meiste Tore: S. Posavec 11 | ZSKA-Universal-Sporthalle, Moskau Zuschauer: 100 Schiedsrichter: Kiselev, Kiyashko |
| 11. Juli 2016 20:45 Uhr | Strafen: 4× 2×      | Spielbericht | Strafen: 3× 4×             | ZSKA-Universal-Sporthalle, Moskau Zuschauer: 100 Schiedsrichter: Kiselev, Kiyashko |

| 11. Juli 2016 20:45 Uhr | Rumänien             | 32:31        | Japan                 | Krylatskoye Sports Palace, Moskau Zuschauer: 100 Schiedsrichter: Alves, Magalhaes |
| 11. Juli 2016 20:45 Uhr | meiste Tore: Laslo 7 | (16:13)      | meiste Tore: Fujita 9 | Krylatskoye Sports Palace, Moskau Zuschauer: 100 Schiedsrichter: Alves, Magalhaes |
| 11. Juli 2016 20:45 Uhr | Strafen: 1× 5×       | Spielbericht | Strafen: 3× 4×        | Krylatskoye Sports Palace, Moskau Zuschauer: 100 Schiedsrichter: Alves, Magalhaes |

### Viertelfinale
| 12. Juli 2016 18:30 Uhr | Südkorea            | 37:38 n. S.                        | Deutschland           | ZSKA-Universal-Sporthalle, Moskau Zuschauer: 300 Schiedsrichter: Kurtagic, Wetterwik |
| 12. Juli 2016 18:30 Uhr | meiste Tore: Hur 11 | (16:14), (26:26), (30:30), (33:33) | meiste Tore: Reimer 9 | ZSKA-Universal-Sporthalle, Moskau Zuschauer: 300 Schiedsrichter: Kurtagic, Wetterwik |
| 12. Juli 2016 18:30 Uhr | Strafen: 2× 6×      | Spielbericht                       | Strafen: 3× 7×        | ZSKA-Universal-Sporthalle, Moskau Zuschauer: 300 Schiedsrichter: Kurtagic, Wetterwik |

| 12. Juli 2016 18:30 Uhr | Norwegen                     | 24:35        | Russland                          | Krylatskoye Sports Palace, Moskau Zuschauer: 250 Schiedsrichter: Brunner, Salah |
| 12. Juli 2016 18:30 Uhr | meiste Tore: Hernes, Solås 5 | (14:16)      | meiste Tore: Skorobogattschenko 7 | Krylatskoye Sports Palace, Moskau Zuschauer: 250 Schiedsrichter: Brunner, Salah |
| 12. Juli 2016 18:30 Uhr | Strafen: 3× 5×               | Spielbericht | Strafen: 3× 7×                    | Krylatskoye Sports Palace, Moskau Zuschauer: 250 Schiedsrichter: Brunner, Salah |

| 12. Juli 2016 20:45 Uhr | Schweden              | 15:22        | Dänemark              | ZSKA-Universal-Sporthalle, Moskau Zuschauer: 200 Schiedsrichter: Kleven, Jørum |
| 12. Juli 2016 20:45 Uhr | meiste Tore: Bardis 4 | (7:7)        | meiste Tore: Hansen 6 | ZSKA-Universal-Sporthalle, Moskau Zuschauer: 200 Schiedsrichter: Kleven, Jørum |
| 12. Juli 2016 20:45 Uhr | Strafen: 3× 5×        | Spielbericht | Strafen: 2× 4×        | ZSKA-Universal-Sporthalle, Moskau Zuschauer: 200 Schiedsrichter: Kleven, Jørum |

| 12. Juli 2016 20:45 Uhr | Kroatien                  | 20:21        | Rumänien            | Krylatskoye Sports Palace, Moskau Zuschauer: 100 Schiedsrichter: Javier Álvarez Mata, Yon Bustamante López |
| 12. Juli 2016 20:45 Uhr | meiste Tore: P. Posavec 6 | (10:11)      | meiste Tore: Ilie 8 | Krylatskoye Sports Palace, Moskau Zuschauer: 100 Schiedsrichter: Javier Álvarez Mata, Yon Bustamante López |
| 12. Juli 2016 20:45 Uhr | Strafen: 2×               | Spielbericht | Strafen: 3× 6×      | Krylatskoye Sports Palace, Moskau Zuschauer: 100 Schiedsrichter: Javier Álvarez Mata, Yon Bustamante López |

### Spiele um Platz 5–8
| 14. Juli 2016 12:30 Uhr | Südkorea                  | 24:29        | Norwegen              | Krylatskoye Sports Palace, Moskau Zuschauer: 200 Schiedsrichter: Covalciuc, Covalciuc |
| 14. Juli 2016 12:30 Uhr | meiste Tore: Song Ji-e. 8 | (13:14)      | meiste Tore: Hernes 8 | Krylatskoye Sports Palace, Moskau Zuschauer: 200 Schiedsrichter: Covalciuc, Covalciuc |
| 14. Juli 2016 12:30 Uhr | Strafen: 3× 1×            | Spielbericht | Strafen: 3× 4×        | Krylatskoye Sports Palace, Moskau Zuschauer: 200 Schiedsrichter: Covalciuc, Covalciuc |

| 14. Juli 2016 15:00 Uhr | Schweden               | 31:24        | Kroatien              | Krylatskoye Sports Palace, Moskau Zuschauer: 300 Schiedsrichter: Kiselev, Kiyashko |
| 14. Juli 2016 15:00 Uhr | meiste Tore: Bardis 11 | (16:13)      | meiste Tore: Kalaus 7 | Krylatskoye Sports Palace, Moskau Zuschauer: 300 Schiedsrichter: Kiselev, Kiyashko |
| 14. Juli 2016 15:00 Uhr | Strafen: 3× 5×         | Spielbericht | Strafen: 2× 4×        | Krylatskoye Sports Palace, Moskau Zuschauer: 300 Schiedsrichter: Kiselev, Kiyashko |

### Halbfinale
| 14. Juli 2016 17:30 Uhr | Deutschland               | 25:32        | Russland                                   | Krylatskoye Sports Palace, Moskau Zuschauer: 500 Schiedsrichter: Gasmi, Gasmi |
| 14. Juli 2016 17:30 Uhr | meiste Tore: Ruthenbeck 7 | (12:19)      | meiste Tore: Skorobogattschenko, Frolowa 6 | Krylatskoye Sports Palace, Moskau Zuschauer: 500 Schiedsrichter: Gasmi, Gasmi |
| 14. Juli 2016 17:30 Uhr | Strafen: 3×               | Spielbericht | Strafen: 3× 6×                             | Krylatskoye Sports Palace, Moskau Zuschauer: 500 Schiedsrichter: Gasmi, Gasmi |

| 14. Juli 2016 20:00 Uhr | Dänemark              | 28:25        | Rumänien             | Krylatskoye Sports Palace, Moskau Zuschauer: 300 Schiedsrichter: Konjičanin, Konjičanin |
| 14. Juli 2016 20:00 Uhr | meiste Tore: Nolsøe 8 | (14:12)      | meiste Tore: Laslo 8 | Krylatskoye Sports Palace, Moskau Zuschauer: 300 Schiedsrichter: Konjičanin, Konjičanin |
| 14. Juli 2016 20:00 Uhr | Strafen: 3× 4×        | Spielbericht | Strafen: 3× 4×       | Krylatskoye Sports Palace, Moskau Zuschauer: 300 Schiedsrichter: Konjičanin, Konjičanin |

### Spiel um Platz 7
| 15. Juli 2016 10:30 Uhr | Kroatien                   | 30:32        | Südkorea           | Krylatskoye Sports Palace, Moskau Zuschauer: 200 Schiedsrichter: Kurtagic, Wetterwik |
| 15. Juli 2016 10:30 Uhr | meiste Tore: P. Posavec 10 | (16:16)      | meiste Tore: Hur 8 | Krylatskoye Sports Palace, Moskau Zuschauer: 200 Schiedsrichter: Kurtagic, Wetterwik |
| 15. Juli 2016 10:30 Uhr | Strafen: 3× 6×             | Spielbericht | Strafen: 2× 1×     | Krylatskoye Sports Palace, Moskau Zuschauer: 200 Schiedsrichter: Kurtagic, Wetterwik |

### Spiel um Platz 5
| 15. Juli 2016 13:00 Uhr | Schweden              | 22:32        | Norwegen               | Krylatskoye Sports Palace, Moskau Zuschauer: 400 Schiedsrichter: Mitrović, Vešović |
| 15. Juli 2016 13:00 Uhr | meiste Tore: Bardis 5 | (12:14)      | meiste Tore: Hernes 10 | Krylatskoye Sports Palace, Moskau Zuschauer: 400 Schiedsrichter: Mitrović, Vešović |
| 15. Juli 2016 13:00 Uhr | Strafen: 4× 3×        | Spielbericht | Strafen: 3×            | Krylatskoye Sports Palace, Moskau Zuschauer: 400 Schiedsrichter: Mitrović, Vešović |

### Spiel um Platz 3
| 15. Juli 2016 15:30 Uhr | Rumänien              | 26:25        | Deutschland               | Krylatskoye Sports Palace, Moskau Zuschauer: 500 Schiedsrichter: Javier Álvarez Mata, Yon Bustamante López |
| 15. Juli 2016 15:30 Uhr | meiste Tore: Laslo 12 | (17:10)      | meiste Tore: Ruthenbeck 6 | Krylatskoye Sports Palace, Moskau Zuschauer: 500 Schiedsrichter: Javier Álvarez Mata, Yon Bustamante López |
| 15. Juli 2016 15:30 Uhr | Strafen: 4×           | Spielbericht | Strafen: 1× 10× 2×        | Krylatskoye Sports Palace, Moskau Zuschauer: 500 Schiedsrichter: Javier Álvarez Mata, Yon Bustamante López |

### Finale
| 15. Juli 2016 18:00 Uhr | Dänemark                  | 32:28 n. V.      | Russland                          | Krylatskoye Sports Palace, Moskau Zuschauer: 1.000 Schiedsrichter: Brunner, Salah |
| 15. Juli 2016 18:00 Uhr | meiste Tore: M. Nielsen 8 | (15:12), (28:28) | meiste Tore: Skorobogattschenko 7 | Krylatskoye Sports Palace, Moskau Zuschauer: 1.000 Schiedsrichter: Brunner, Salah |
| 15. Juli 2016 18:00 Uhr | Strafen: 2× 4×            | Spielbericht     | Strafen: 3× 10× 1×                | Krylatskoye Sports Palace, Moskau Zuschauer: 1.000 Schiedsrichter: Brunner, Salah |

## All-Star-Team
| Lærke Nolsøe |                 | Annika Ingenpaß  |                             | Mathilde Rivas Toft |
|              | Julija Golikowa |                  | Antonina Skorobogattschenko |                     |
|              |                 | Cristina Laslo   |                             |                     |
|              |                 | Althea Reinhardt |                             |                     |